# Europäisches Schnellwarnsystem für Lebensmittel und Futtermittel
Das Europäische Schnellwarnsystem für Lebensmittel und Futtermittel (Rapid Alert System for Food and Feed, RASFF) ist ein Schnellwarnsystem der Europäischen Kommission. Es ist aufgebaut auf der Lebensmittelgesetzgebung.
Über die nationalen Koordinationsstellen (in Deutschland das Bundesamt für Verbraucherschutz und Lebensmittelsicherheit) werden Warnungen vor auffälligen Lebensmitteln sowie behördlich angeordnete Produktrückrufe von Lebensmitteln und Futtermitteln/Mischfutter dokumentiert und an die übrigen Mitgliedstaaten der Europäischen Union weitergeleitet. Über die dortigen Koordinationsstellen findet gegebenenfalls eine Information der Öffentlichkeit statt. Bei Erscheinen der Dokumentation sind nach Angabe der Kommission bereits alle erforderlichen Schritte in die Wege geleitet. Die Integration von Lebens- und Futtermitteln ist auf den Umstand zurückzuführen, dass eine Reihe von Lebensmittelskandalen ihren Ursprung im Futtermittelbereich hatten.
Die Tendenz der Lebensmittelwarnungen ist steigend. 2009 wurde eine Steigerung von 12 % gegenüber 2008 verzeichnet. 2010 ist die Zahl der Meldungen im dritten Jahr in Folge gestiegen, es gingen insgesamt 8528 Meldungen ein. Zu den häufigsten Gefahren in Informationsmeldungen zählten krankheitserregende Mikroorganismen, Pestizidrückstände, Schwermetalle und Verstöße hinsichtlich Lebensmittelzusatzstoffen. Etwa die Hälfte dieser Informationsmeldungen (52 Prozent) betraf Erzeugnisse aus Drittländern.
Wöchentlich wird ein Bericht des Schnellwarnsystems für Lebens- und Futtermittel der Europäischen Kommission erstellt und auf nationaler Ebene durch das Bundesamt für Verbraucherschutz und Lebensmittelsicherheit (BVL) im Internet öffentlich zugänglich gemacht. In den Berichten werden die Art und Herkunft des betroffenen Produktes, der Grund für die Warnung sowie der meldende Mitgliedstaat genannt. Nicht bekanntgegeben werden die Namen betroffener Unternehmen. Dadurch soll eine Balance  zwischen Information der Öffentlichkeit und dem Schutz wichtiger kommerzieller Interessen gewahrt werden.